# Hyposidra albifurcata
Hyposidra albifurcata là một loài bướm đêm trong họ Geometridae.